# Électricité du Liban
Pour les articles homonymes, voir EDL.
Électricité du Liban (EDL) est un établissement public à caractère industriel et commercial libanais qui contrôle 90 % des activités de production, de transport et de distribution d'électricité du pays.

## Histoire

### 1908: Société Ottomane du Gaz de Beyrouth
En 1908, la Société Ottomane du Gaz de Beyrouth est chargée de la distribution d'électricité dans la ville de Beyrouh, remplacée par La Société d'Électricité de Beyrouth en 1923, société de droit français. Avant 1939, la société exploite une centrale diesel de 4 500 kW, et une usine hydraulique de 6 400 kW. En mars 1954, l'État libanais rachète La Société d'Électricité de Beyrouth, qui devient l'Office d'Électricité. La centrale de Zouk entre en production en 1956.
À la sortie de la Seconde Guerre mondiale, le Liban produit 80 MW en 1948, 280 MW en 1957, puis 692 MW en 1964. Cette production est assurée par des unités de production privées et disparates. Le barrage de Qaraoun est mis en service en 1961.

### 1964: Office de l'Électricité du Liban
En juillet 1964, l'État crée l'Office de l'Électricité du Liban, et lui attribue le monopole de la production, transport, et distribution d'électricité. Jusqu'à la guerre de 1975-1990, l'EDL assure une distribution normale, et distribue même de l'électricité à la Syrie. Jusqu'au début des années 1980, et donc même pendant les premières années de conflit, l'EDL reste rentable et autofinance ses projets de développement.

### Crise depuis 1990s
Dans les années 1990, la gestion de l'entreprise commence cependant à s'effriter, au point de se défaire de son service comptable en 2001. À la sortie des conflits, les infrastructures ne sont pas remises à niveau. Le nombre d'employés passe de 5 000 en 1975 à 2 500 en 2009. En 2002, les bailleurs de fonds internationaux se mettent d'accord pour investir dans le secteur électrique au Liban en échange de changements structurels, changements qui ne seront jamais apportés. Le Conflit israélo-libanais de 2006 touche des usines de production de l'EDL. Un délestage quotidien de 3 heures est alors mis en place,.
En juin 2010, le ministre de l’énergie Gebran Bassil annonce que dès 2014-2015, le délestage cessera en faisant passer les capacités de production de 1 685 MW en 2011 à 5 000 MW en 2015. En 2020, les réformes sont toujours bloquées et les capacités de production du pays ne dépassent pas 3 000 MW.
Le 4 août 2020 à la suite d'une immense double explosion au port de Beyrouth,   le siège d'Electricité du Liban situé à proximité du port est complètement détruit, ainsi que le centre de commande du réseau national qu'il abritait. À l'intérieur du bâtiment, la déflagration a causé la mort de plusieurs personnes. Le contrôle du réseau national a dû être transféré à la station de Bsalim et est exploité temporairement de façon manuelle.

## Activités

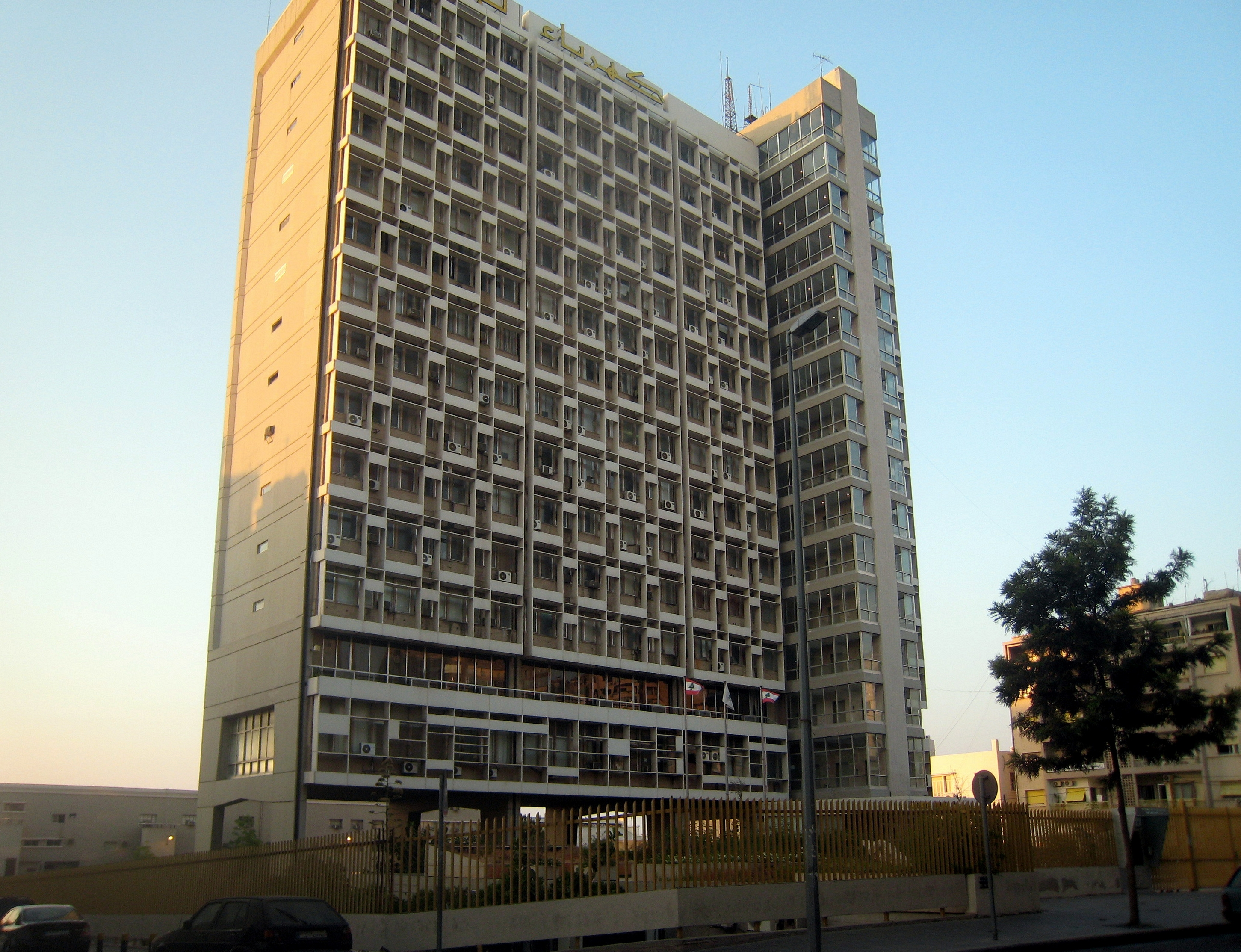
Siège d'EDL à Beyrouth.

### Production
En 2009, EDL a produit plus de 10 milliards de kWh grâce aux sept centrales thermiques dont elle est propriétaire ou qu'elle contrôle et à plusieurs petites unités de production hydraulique. Elle a acquis de l'électricité produite par la Litani River Authority et les concessions du Nahr Ibrahim et du Nahr el-Bared.
La capacité installée de production est répartie de la sorte :
Thermique : 2764 MW (dont 2 fois 198 MW provenant de bateaux générateurs)
Hydraulique : 252,6 MW
En réalité une bonne partie de ces installations est dépassée ou hors service, faute de moyens.

### Transport
EDL exploite un réseau de transport 1 600 km de lignes à 66, 150 et 220 kV et de 58 postes de transformation.

### Distribution
EDL exploite plus de 15 000 postes de distribution.

## Privatisation
La réforme de l'électricité est une question politique de première importance au Liban. Une loi prévoyant la privatisation de l'électricité été adoptée en 2002, à l'initiative du gouvernement Hariri, en lien avec la conférence Paris II où les bailleurs de fonds s'engageaient à financer le Liban à condition de réformes structurelles. Toutefois, cette réforme n'a jamais été mise en œuvre.
En 2010, le ministre Gebran Bassil a lancé un nouveau plan de réforme centré sur l'augmentation de la capacité de production, et prévoyant de déléguer au secteur privé la collecte et la distribution, ce qui a été fait en 2012 tout en suscitant la protestation des employés journaliers du secteur dont 70% (soit 2000 travailleurs) aurait été licencié. Les controverses sur le financement des nouveaux investissements, les options technologiques à privilégier, le choix des entreprises, la réception des travaux, la privatisation partielle de la production ont retardé considérablement la réalisation du plan et les coupures restent une réalité quotidienne.